# Henri Albert
Pour les articles homonymes, voir Albert.
Henri Albert, de son vrai nom Henri-Albert Haug, né le 16 novembre 1869 à Niederbronn et mort le 3 août 1921 à Strasbourg, est un journaliste, écrivain et germaniste français, traducteur de Friedrich Nietzsche.

## Biographie
Après un séjour à Heidelberg jusqu'en 1890, Henri Albert monte à Paris et collabore au Mercure de France pour la chronique des lettres allemandes. En tant que traducteur, Albert se concentre premièrement sur les romantiques notamment Novalis puis s'en détache progressivement pour se rapprocher de Max Stirner puis de Friedrich Nietzsche. Il va alors jouer un rôle important dans la connaissance du philosophe allemand en France. Henri Albert traduit en effet Ainsi parlait Zarathoustra en 1898. L’Académie française lui décerne le prix Langlois en 1902 pour ses traductions.
Durant l'année 1895, il dirige l'édition française de la revue Pan et possède ses propres bureaux, hébergeant L'Épreuve - Journal album d'art de Maurice Dumont ; il publie quatre livraisons dans lesquelles sont proposées des versions françaises du Zarathoustra.
En 1896 il dirige la revue Le Centaure qui cesse de paraître la même année. Il y sera publié des articles de Pierre Louÿs, d'Henri de Régnier, d'André Gide, de Paul Valéry…
Ses traductions des écrits de Nietzsche sont publiées aux éditions du Mercure de France.